# Antiquark
Gli antiquark sono le antiparticelle dei quark. Per ciascuna varietà di quark esiste il corrispondente antiquark avente la stessa massa e la stessa quantità di carica elettrica, ma di segno opposto.
Per esempio, il quark up (simbolo {\displaystyle \mathrm {u} }) ha carica elettrica +2/3 e (dove e è la carica unitaria dell'elettrone) è l'antiquark up (simbolo {\displaystyle {\bar {\mathrm {u} }}}) ha carica elettrica -2/3 e.

## Caratteristiche
Come i quark, gli antiquark si differenziano per la carica elettrica frazionaria (-2/3 o +1/3), rispetto a quella unitaria dei leptoni, l'altra famiglia di particelle elementari. Tutti gli antiquark hanno spin 1/2 ħ.
| Nome                                                      | Carica | Massa stimata (MeV/c2) |
| --------------------------------------------------------- | ------ | ---------------------- |
| Antiquark up ({\displaystyle {\bar {\mathrm {u} }}})      | -2/3   | da 1,5 a 4             |
| Antiquark down ({\displaystyle {\bar {\mathrm {d} }}})    | +1/3   | da 4 a 8               |
| Antiquark strange ({\displaystyle {\bar {\mathrm {s} }}}) | +1/3   | da 80 a 130            |
| Antiquark charm ({\displaystyle {\bar {\mathrm {c} }}})   | -2/3   | da 1 150 a 1 350       |
| Antiquark bottom ({\displaystyle {\bar {\mathrm {b} }}})  | +1/3   | da 4 100 a 4 400       |
| Antiquark top ({\displaystyle {\bar {\mathrm {t} }}})     | -2/3   | 174 300 ± 5 100        |